# Pterolophia rufuloides
Pterolophia rufuloides là một loài bọ cánh cứng trong họ Cerambycidae.